# Necyla arabica
Necyla arabica är en insektsart som beskrevs av Navás 1914. Necyla arabica ingår i släktet Necyla och familjen fångsländor. Inga underarter finns listade i Catalogue of Life.